# جزيرة لانغاداي
جزيرة لانغاداي وهي جزيرة من جزر إندونيسيا، وتتبع مدينة كوتابارو في إقليم كليمنتان الجنوبية في إندونيسيا.